# ひとひらの恋が降る
『ひとひらの恋が降る』（ひとひらのこいがふる）は、やぶうち優による日本の少女漫画作品。

## 概要
「アニコン」に続く、『ChuChu』（小学館）でのやぶうち優の連載作品2作目。2006年12月号から2008年2月号まで連載された。全15話。単行本第2巻に掲載された番外編もある。単行本はちゅちゅコミックスより全3巻。
北海道札幌市を舞台に、「ブルートレインを男女カップルで見ると結ばれる」というジンクスにまつわる恋愛を軸にしたストーリーを繰り広げる作品である。ただしジンクスはモデルはあるもののフィクションである。
雑誌連載時は『恋色予報』という副題がついていたが、単行本では副題はついていない。

## 登場人物
登場人物名の苗字は札幌市の地名や札幌市営地下鉄の駅名、名前は天候に由来するものが多い。晴流、凪、颯、千霞の苗字の駅名は場所は4つとも四角関係の位置になっている。
※声は「ChuChu」2007年8･9月号応募者全員サービス『ちゅちゅスーパーDVD 2007 summer』内のデジタルコミックでの担当声優。
澄川 晴流（すみかわ はるる）（声：日笠山亜美）
主人公。北海道札幌市在住の中学1年生（第1話時点）。運動全般が苦手でおっとりとしている、あどけない表情を持つ心優しい女の子。颯に誘われ陸上部のマネージャーとなる。別の学校に通う凪のことが好きだが、颯のことも気になり、少しずつ惹かれていく。凪とは携帯電話での通話やメールでやり取りをしていて、遠距離恋愛の状態になっている。ブルートレイン「アルビレオ」の通過時刻を目安として登校時間を計算し、ダイヤの遅れ等を考えに入れずに遅刻することもしばしばであったが、陸上部のマネージャーになってからは、その事は解消されたようである。裁縫の才能があり、体育祭の衣装作りをサボった人に代わって服装を作ったりしている。髪型はボブカットだが、アクセントとして左側をお団子状に結んでいる。誕生日は5月17日で星座はおうし座。血液型はO型。
平岸 颯（ひらぎし そう）（声：吉野裕行）
晴流の同級生。陸上部のエース。口が悪くお調子者だが根は優しい人である。晴流の事が好きで、晴流に対してはいつも無邪気に明るく話しかけているが、千霞に対しては過去になんらかの事があったらしく、冷たく接する事が多い。スキーと走る事が得意。その容姿から千霞と円山からは猿と思われている。誕生日は8月1日で星座はしし座。血液型はB型。
福住 凪（ふくすみ なぎ）（声：岸尾だいすけ）
晴流の彼氏。私立中学に通う学力テストで2位を取るほどの秀才。眼鏡をかけている。ストレートな表現が苦手で隠し事をしがちだが、晴流とはお互い思いあっている。晴流が颯の事を好きと気づき、自ら、晴流に「別れよう」と声をかけ、晴流を悲しませた。誕生日は9月12日で星座はおとめ座。血液型はA型。
美園 千霞（みその ちか）（声：栗山桃実）
晴流のクラスメイトで陸上部のマネージャー仲間。学業･運動神経が共に抜群でハッキリと物を言う、化粧もこなすイケてる女の子。颯とは、よく喧嘩をするが本当は好きで、晴流と凪が結ばれるように色々とサポートを試みている。髪型はショートカット。誕生日は11月7日で星座はさそり座。血液型はAB型。
白石 美雨（しらいし みう）
晴流のクラスメイトで眼鏡っ子。人の恋愛事に興味を持つも、アイドルに恋をしてしまったからか、話数が増すごとに出番が少なくなる。髪型は下方が丸まっているロングヘアで、アクセントとして後方をお団子状に結んでいる。
円山（まるやま ※名前不詳）
凪と同じ学校に通う女の子で、凪の女友達。ストレートな表現が苦手な凪に色々と指摘をする。
晴流の母（本名不詳）
しっかり者の母親である。帰宅が遅くなったりすると説教することが多く、何かあると晴流の成績のことを話題に挙げる癖がある。
凪の母（本名不詳）
厳格な性格で、かつ凪を優等生にするために期待している。凪と密かにつきあっている晴流を目の敵にし、付き合うことに反対している。
颯の母（本名不詳）
番外編にて初登場。離婚歴あり。姉御肌の性格で、恋に悩む颯に本当の恋は何かを説く。

## 本作品に登場するブルートレインの特徴

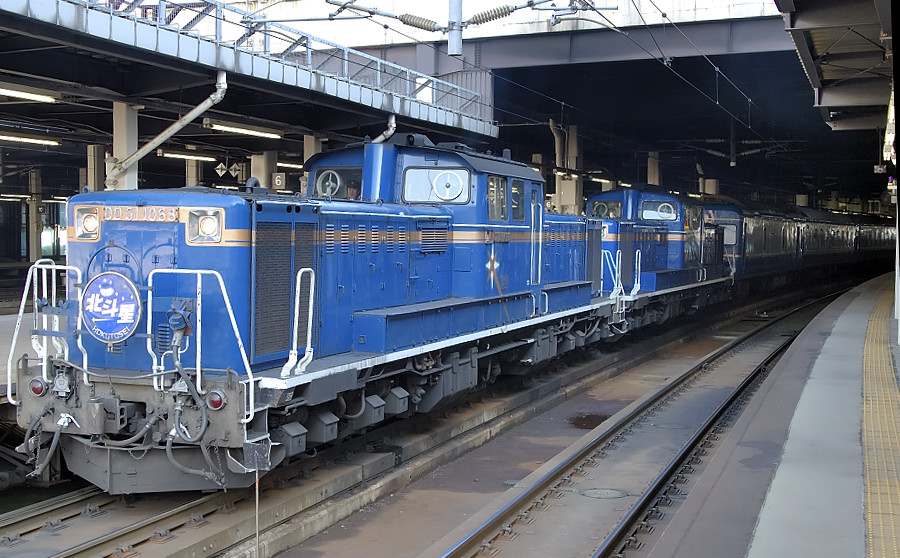
作中に登場する列車と同形式の機関車と客車

本作品に登場するブルートレインははくちょう座にある三等星の名称にちなんだ「アルビレオ｣という愛称である。6時に札幌着の列車を男女カップルで見ると結ばれ、22時に札幌発の列車を見ると別れるというジンクスが学校中で噂となりそれを信じ2人で列車を見ようとするストーリーが展開されている。
作中でこの列車の通過が描かれている場所は、鉄橋の形状から函館本線豊平川橋梁がモデルと推測される。また列車は国鉄DD51形ディーゼル機関車が牽引する国鉄24系客車と一目でわかるものとなっている。ただし、ヘッドマークについては架空のものが描かれている。
架空の列車のため実在の列車のダイヤ等とは無関係だが、札幌駅に6時に到着し22時に出発する列車として急行「はまなす」がある。運転日と、名称が片仮名であることについては寝台特急「カシオペア」と一致している。尚、「白鳥」という名前の列車も北海道には存在するが、ブルートレインではない。

## 番外編
ひとひらの風が吹く
単行本第2巻巻末に颯を主人公にして、颯と千霞の小学生時代から颯が晴流に惚れてしまった今日までのエピソード等を語った作品を書き下ろしで収録している。

## その他
- ブルートレインのほかに、JR貨物DF200形ディーゼル機関車等の列車も作中に登場している。
- 北海道が舞台であることから、各登場人物に北海道弁を使用している台詞が多い。北海道出身者からは方言がおかしい、使い方が不自然だという指摘がある。例・晴流の雪虫なまらだわなど。大抵の北海道民は雪虫わやだわとなる。

※作者やぶうちが公式ブログの質問コーナーにて読者からバイバイの意味でしたっけは使わないですと言及された、地域によって使うところと使わないところの地域差があるとの記載がある。
- 作品中にハクチョウが多く登場し、冬の渡り鳥のイメージとの調和を描くシーンが多く見られる。

## 書誌情報
- やぶうち優『ひとひらの恋が降る』小学館〈ちゅちゅコミックス〉
  1. 2007年5月発行、ISBN 978-4-09-131110-8
  2. 2007年11月発行、ISBN 978-4-09-131295-2
  3. 2008年4月発行、ISBN 978-4-09-131710-0